# Ordinalno število
Ordinalno število je v teoriji množic število, ki karakterizira tipe urejenosti množic.
Ordinalna števila je uvedel Georg Ferdinand Cantor leta 1883 za prilagoditev neskončnih zaporedij in klasifikacijo množic z določenimi vrstami urejenih struktur na njih. Uvedel jih je po naključju med obravnavanjem problema, ki je vseboval trigonometrične vrste.